# Marek Posobkiewicz
Marek Posobkiewicz (ur. 13 lutego 1971) – polski lekarz, urzędnik państwowy, w latach 2012–2018 Główny Inspektor Sanitarny (do 2015 jako pełniący obowiązki).

## Życiorys
W 1996 ukończył Wojskową Akademię Medyczną w Łodzi. Zdobył specjalizację I stopnia w dziedzinie chorób wewnętrznych (2001) i II stopnia w zakresie wojskowej medycyny morskiej i tropikalnej (2003). Specjalizuje się też w organizacji ochrony zdrowia i medycynie hiperbarycznej. Współpracuje z Medical Radio, ogólnoświatowym systemem radiostacji umożliwiającym świadczenie usług telemedycznych dla załóg statków na morzu. Jest również sędzią Sądu Lekarskiego Wojskowej Izby Lekarskiej, a także tłumaczem z języka niemieckiego. W latach 2009–2012 przewodniczył radzie Polskiej Fundacji Morskiej.
Odbył staż w szpitalu Marynarki Wojennej w Gdańsku. Po przeniesieniu się do Świnoujścia był lekarzem dywizjonu pomocniczych jednostek pływających, kierownikiem ambulatorium i szefem służby zdrowia w Komendzie Portu Wojennego 8 Flotylli Obrony Wybrzeża. Jednocześnie pracował cywilnie w świnoujskim pogotowiu, szpitalu, areszcie oraz w obiektach leczniczo-wypoczynkowych. Pełnił funkcję Państwowego Granicznego Inspektora Sanitarnego w Świnoujściu, a następnie po wygraniu konkursu 24 października 2011 przeszedł na stanowisko zastępcy Głównego Inspektora Sanitarnego.
22 sierpnia 2012 tymczasowo przejął obowiązki Przemysława Bilińskiego po jego odwołaniu z funkcji Głównego Inspektora Sanitarnego. 3 sierpnia 2015 powołany na stanowisko Głównego Inspektora Sanitarnego. Zasłynął prowadzeniem niekonwencjonalnych kampanii reklamowych swojego urzędu, m.in. śpiewając piosenki własnego autorstwa jako rockman odradzający narkotyki oraz Raper Gisu.
20 lipca 2018 podał się do dymisji i z dniem 31 sierpnia 2018 został odwołany ze stanowiska przez Prezesa Rady Ministrów RP.
W 2019 został powołany na stanowisko Głównego Inspektora Sanitarnego w Ministerstwie Spraw Wewnętrznych i Administracji oraz kandydował bez powodzenia do Sejmu z listy Prawa i Sprawiedliwości.